# Маркелова
Марке́лова (рос. Маркелова) — присілок у складі Юргінського району Тюменської області, Росія.
Населення — 58 осіб (2010, 93 у 2002).
Національний склад станом на 2002 рік:
- росіяни — 84 %